# Hugo Kunz (Maler)
Hugo Kunz (* 10. März 1884 in Mainz; † 18. Dezember 1938 in München) war ein deutscher Maler und Radierer.

## Leben
Hugo Kunz studierte von 1909 bis 1911 Malerei an der Akademie der Bildenden Künste München. Seine Lehrer waren Peter von Halm und Hugo von Habermann. Als Maler schuf er vorwiegend Porträts und expressionistische Landschaften und war als Mitglied der Münchener Secession mit seinen Arbeiten auf deren Ausstellungen und auf den Kunstausstellungen im Münchner Glaspalast vertreten.
Die Zeitschrift Jugend veröffentlichte einige seiner Werke auf ihren Titelblättern.
Nach dem frühen Tod des Künstlers fand 1941 auf der Mathildenhöhe in Darmstadt eine Gedächtnisausstellung statt.
Hugo Kunz war Mitglied der Vereinigung Schlaraffia.

## Werke

Porträt Ruth Schaumann
Am Strand von Hiddensee
Heiliger Sebastian
Radierung Gotische Madonna